# Strömaterial
Strömaterial är ett förhållandevis finfördelat material av biomassa som är avsett som golvunderlag vid djurhållning. Syftet är att fånga upp urin och fekalier för att undvika dålig lukt, spridande av hälsovådliga ämnen från dessa samt att ge djuret en bra liggyta.
Vanliga strömaterial är sågspån, flis, torv, jord eller papper, och dessa kan fås i olika grovlekar. Vilket material som väljs beror i första hand på djurslag och hur stor mängd urin och fekalier som ska fångas upp, men även pris kontra skötbarheten av bädden kan väga in hos djurhållaren.